# Leningradfront
Het Leningradfront (Russisch: Ленинградский фронт) was een legergroep (front) van het Rode Leger tijdens de Tweede Wereldoorlog. Vanaf zijn oprichting in 1941 tot begin 1944 bleef het operatiegebied van dit front beperkt tot Leningrad. Aanvankelijk bestond het Front uit vier legers, namelijk het 8e Leger, het 23e Leger, het 42e Leger en het 55e Leger. Pas na het doorbreken van het beleg werd het Leningrads Front uitgebreid met andere legers.
In tegenstelling tot westerse legergroepen maakten bij de Sovjets ook de luchtstrijdkrachten deel uit van een Front. Ook de Baltische vloot viel onder het bevel van het Leningrads Front.

## Ontstaan
Op 21 augustus 1941 werd het Noordelijk Front gesplitst in twee nieuwe fronten. Terwijl het Leningrads Front verantwoordelijk werd voor de verdediging van de stad, moest het Karelisch Front het gebied ten noorden van het Ladogameer verdedigen. Aanvankelijk was de belangrijkste opdracht van het Front de verdediging van de zuidelijke toegangswegen naar Leningrad. Op 21 augustus 1941 veroverden de Duitsers Tsjoedovo waardoor de spoorweg Moskou-Leningrad werd afgesneden. Op 30 augustus 1941 moest het Rode leger het spoorwegknooppunt Mga opgeven. Tegen begin september waren ze teruggedreven naar de heuvels ten zuiden van de stad en hielden ze nog een enclave in Oranienbaum in handen. Op 8 september 1941 bereikten de troepen van het 18e Leger de oevers van het Ladogameer en was de laatste verbinding over land afgesneden. Het Beleg van Leningrad was begonnen.

## Beleg van Leningrad
In september 1941 werd generaal Georgi Zjoekov tot bevelhebber benoemd. Met harde hand reorganiseerde Zjoekov de verdediging van de stad. Soldaten en officieren, die zich zonder toestemming hadden teruggetrokken, werden terechtgesteld. Onbekwame officieren werden gedegradeerd of gearresteerd. De zuidelijke stadswijken werden ontruimd, de bevolking werd ondergebracht in arbeidersbataljons en de rantsoenering werd ingesteld. In de heuvels ten zuiden van de stad werd een uitgebreid netwerk van bunkers en loopgraven ingericht. Toen de Duitse aanval werd hervat, had generaal Zjoekov een sterke verdediging opgezet.

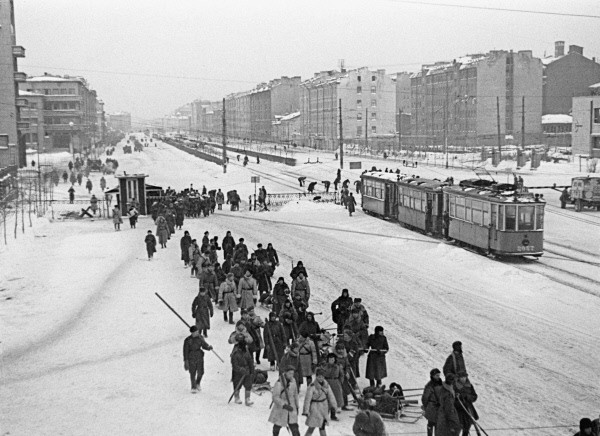
Moskou avenue in Leningrad

Op 15 september 1941 besliste Adolf Hitler dat de aanval op Moskou de hoogste prioriteit had, waarna de tanks van Pantsergroep 4 van Heeresgruppe Nord naar het zuiden werden gestuurd. Zonder de steun van deze tanks liep de aanval van de legergroep vast op de hardnekkige verdediging. Na enkele vergeefse pogingen om de stad te bestormen, gaf Hitler bevel dat Heeresgruppe Nord zich moest beperken tot het omsingelen en uithongeren van de stad.
De enige route waarlangs de stad en zijn verdedigers kon worden bevoorraad, was langs de spoorweg van Tichvin naar de haven Osinovetski en dan via boten over het Ladogameer. Zodra het meer in de winter was bevroren, reden vrachtwagens over het ijs. Deze route stond bekend als de Weg des Leven.
Het Leningrads Front ondernam verschillende pogingen om de blokkade van de stad te breken. Op 19 augustus 1942 begon het Sinjavinoffensief met als bedoeling een landcorridor ten zuiden van het Ladogameer te openen. Dit vlakke gebied bestond voornamelijk uit bossen en moerassen. De lage Sinjavinheuvels beheersten de omgeving en ze vormden het doel van het offensief. Enkele dagen later ging ook het Volchovfront in de aanval. Het kwam onmiddellijk tot zware gevechten, want de Duitsers stonden op het punt om hun eigen offensief te lanceren. Hiervoor hadden ze hun 11e leger naar Leningrad overgebracht. Slechts met grote moeite wisten de Duitsers de aanval af te slaan, maar ze waren teruggedreven naar de voet van de heuvels. Op 21 september 1941 gingen de Duitsers in de tegenaanval en ze heroverden het verloren gebied. Beide partijen leden zware verliezen, maar de belegering was niet gebroken. Op 15 oktober 1941 staakte het Leningrads Front de aanval.

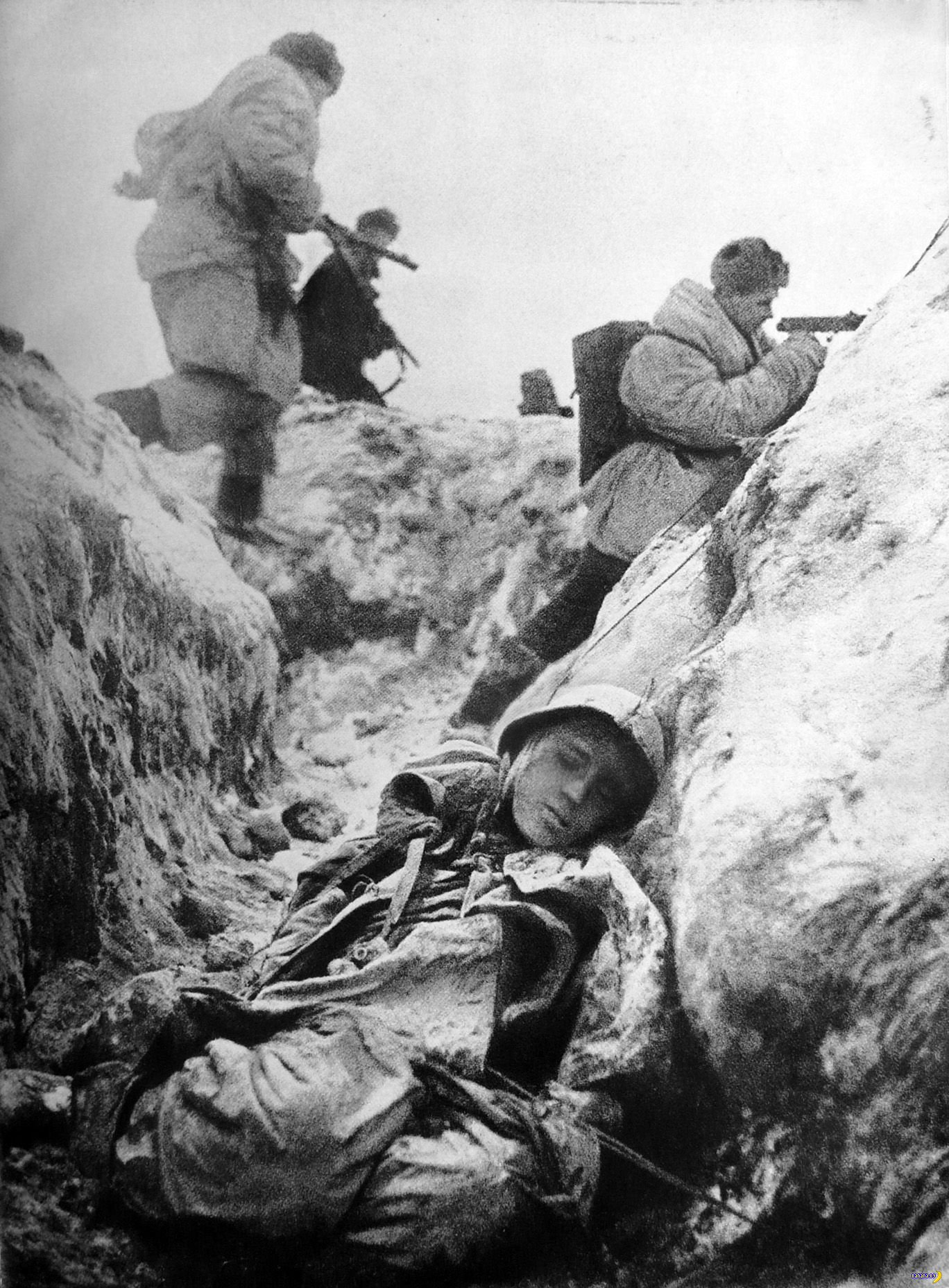
Leningrads Front december 1943

In januari 1943 werd een nieuwe poging ondernomen. Gesteund door de Baltische vloot vielen het Leningrads Front en het Volchovfront opnieuw de posities van het 18e leger ten zuiden van het Ladogameer aan. Ze heroverden Sjlisselburg. Op 18 januari 1943 ontmoetten de beide Fronten elkaar en ze wisten een landcorridor naar de belegerde stad te openen. Voedsel, munitie en brandstof werden nu ook over land aangevoerd. Deze verbindingsweg was 8 kilometer breed en lag voortdurend onder Duitse artillerievuur. Gedurende de rest van het jaar ondernamen het Leningrads Front en het Volchovfront verschillende pogingen om de corridor naar het zuiden uit te breiden, met weinig resultaat en ten koste van zware verliezen.

## Einde van het beleg
Op 14 januari 1944 lanceerden het Leningrads Front en het Volchov Front het Leningrad-Novgorodoffensief. Tegen 26 januari 1944 was het Duitse 18e Leger meer dan 100 kilometer teruggedreven. Leningrad was nu buiten bereik van de Duitse artillerie en het beleg van de stad was ten einde. De generaals van het Leningrads Front hadden echter nog niet de ervaring met offensieve operaties die hun collega’s in het zuiden hadden opgebouwd en daardoor kon het Duitse leger aan de geplande omsingeling ontsnappen. Ze trokken zich terug naar de zogenaamde Panther-Linie. Het Leningrads Front probeerde vruchteloos de Duitse verdediging bij Narva te doorbreken, maar de Duitse verdediging hield stand tegen de overmacht. Pas na verschillende maanden van zware gevechten wisten de Sovjetlegers een doorbraak te forceren. De Slag bij Narva duurde tot juli 1944.
Toen duidelijk werd dat de Duitsers standhielden bij Narva, kreeg maarschalk Leonid Govorov het bevel om het Leningrads Front te reorganiseren. Op 18 april 1944 werden vier legers van de zuidvleugel van het Leningrads Front samengevoegd tot een zelfstandig front, namelijk het 3e Baltische Front. Daarna kreeg hij opdracht om het Karelisch Front te steunen bij de aanval op Finland. Op 10 juni 1944 gingen ze in de aanval op de Karelische Landengte. Ondanks het massale overwicht konden ze slechts met moeite de Finse linie doorbreken. Op 20 juni 1944 veroverden ze Vyborg en kwam het offensief tot stilstand. Hoewel het Finse leger niet was verslagen, bereikte het Rode Leger het beoogde politieke doel. Finland begon met vredesonderhandelingen. Maarschalk Govorov richtte zijn aandacht terug naar het zuiden.
Na de doorbraak bij Narva verdreef het Leningrads Front de Duitse Heeresgruppe Nord uit Estland en op 22 september 1944 viel Tallinn in handen van de Sovjets. Daarna landden eenheden van het Leningrads Front op de eilanden in de Oostzee. Dit was de laatste offensieve operatie van het Front. Na de bezetting van de Baltische eilanden werden de sterkste eenheden ondergebracht bij het 2e Baltische Front. De rest van het Front fungeerde als bezettingsmacht voor de Baltische Staten en als ondersteuning van het 1e Baltische Front en 2e Baltische Front in de Slag om Koerland.
Op 24 juni 1945 werd het Leningrads Front omgevormd tot het militair district Leningrad.

## Commandanten
| Commandanten                         | Begindatum     | Einddatum      |
| ------------------------------------ | -------------- | -------------- |
| Luitenant-generaal Markian Popov     | augustus 1941  | september 1941 |
| Maarschalk Kliment Vorosjilov        | september 1941 | september 1941 |
| Generaal Georgi Zjoekov              | september 1941 | oktober 1941   |
| Luitenant-generaal Ivan Fedjoeninski | oktober 1941   | oktober 1941   |
| Generaal-majoor Michail Chozin       | oktober 1941   | juni 1942      |
| Maarschalk Leonid Govorov            | juni 1942      | juli 1945      |

## Sterkte en verliezen
| Datum                 | Operatie                     | Sterkte | Verliezen |
| --------------------- | ---------------------------- | ------- | --------- |
| Aug. 1941 – dec. 1941 | Beleg van Leningrad          | 515 373 | 329 530   |
| Jan. 1942 – dec. 1942 | Beleg van Leningrad          | 415 485 | 319 384   |
| Jan. 1943 – dec. 1943 | Beleg van Leningrad          | 514 163 | 390 764   |
| Jan. 1944 – mrt. 1944 | Leningrad-Novgorod offensief | 417 600 | 227 440   |
| Sep. 1944 – nov. 1944 | Baltisch offensief           | 195 000 | 28 776    |
| Okt. 1944 – okt. 1944 | Slag om Koerland             | 113 200 | 18 435    |